# Elizabeth Edwards
Elizabeth Anania Edwards ( născută Mary Elizabeth Anania ; n. 3 iulie 1949, Florida, SUA – d. 7 decembrie 2010, Chapel Hill, Carolina de Nord, SUA) a fost o scriitoare, activistă și avocată americană,
A fost căsătorită cu John Edwards⁠(d), un senator al Statelor Unite din Carolina de Nord și fost candidat la vicepreședinție.
Elizabeth Edwards s-a născut în Jacksonville, Florida. Ea a murit de cancer la sân la vârsta de 61 de ani, în Chapel Hill, Carolina de Nord . 